# Bison antiquus
Espèce
Bison antiquus est une espèce éteinte de bison nord-américain. Cette espèce est apparue autour de 250 000 ans et a disparu il y a seulement 6 000 ans. C’est l’ancêtre présumé du bison d'Amérique actuel, Bison bison.

## Découverte
Le premier fossile de Bison antiquus a été trouvé à Big Bone Lick, Boone County, dans le Kentucky. Il fait partie de la collection de Thomas Jefferson, décrite pour la première fois par Joseph Leidy en 1852. 

## Description
Cette espèce de bison est plus grande que le bison actuel mais plus petite qu’une autre espèce aussi disparue, Bison latifrons . Elle est plus proche par la taille de Bison priscus. 

## Extension géographique
Des fossiles de Bison antiquus ont été trouvés dans l’ensemble de l'Amérique du Nord et sont bien plus abondants que ceux de Bison latifrons. Ses principaux prédateurs étaient les tigres à dents de sabre, le lion américain ainsi que le loup préhistorique.

## Phylogénie
| Bubalina | \| Syncerus \| (buffle d'Afrique) \| \| \| (buffle d'Afrique) \| \| Bubalus \| (buffle d'Asie) \| \| \| (buffle d'Asie) \| |
|          | \| Syncerus \| (buffle d'Afrique) \| \| \| (buffle d'Afrique) \| \| Bubalus \| (buffle d'Asie) \| \| \| (buffle d'Asie) \| |
| Syncerus | (buffle d'Afrique) |
|          | (buffle d'Afrique) |
| Bubalus  | (buffle d'Asie) |
|          | (buffle d'Asie) |

| Syncerus | (buffle d'Afrique) |
|          | (buffle d'Afrique) |
| Bubalus  | (buffle d'Asie)    |
|          | (buffle d'Asie)    |

|  | (bœuf domestique et bison d'Europe)                                                              |
|  |                                                                                                  |
|  | \| \| (yak et bison d'Amérique) \| \| \| \| \| \| (banteng, (kouprey et gaur/gayal)) \| \| \| \| |
|  |                                                                                                  |
|  | (yak et bison d'Amérique)                                                                        |
|  |                                                                                                  |
|  | (banteng, (kouprey et gaur/gayal))                                                               |
|  |                                                                                                  |

|  | (yak et bison d'Amérique)          |
|  |                                    |
|  | (banteng, (kouprey et gaur/gayal)) |
|  |                                    |

|  | (bœuf domestique et bison d'Europe)                                                              |
|  |                                                                                                  |
|  | \| \| (yak et bison d'Amérique) \| \| \| \| \| \| (banteng, (kouprey et gaur/gayal)) \| \| \| \| |
|  |                                                                                                  |
|  | (yak et bison d'Amérique)                                                                        |
|  |                                                                                                  |
|  | (banteng, (kouprey et gaur/gayal))                                                               |
|  |                                                                                                  |

|  | (yak et bison d'Amérique)          |
|  |                                    |
|  | (banteng, (kouprey et gaur/gayal)) |
|  |                                    |

| Bubalina | \| Syncerus \| (buffle d'Afrique) \| \| \| (buffle d'Afrique) \| \| Bubalus \| (buffle d'Asie) \| \| \| (buffle d'Asie) \| |
|          | \| Syncerus \| (buffle d'Afrique) \| \| \| (buffle d'Afrique) \| \| Bubalus \| (buffle d'Asie) \| \| \| (buffle d'Asie) \| |
| Syncerus | (buffle d'Afrique) |
|          | (buffle d'Afrique) |
| Bubalus  | (buffle d'Asie) |
|          | (buffle d'Asie) |

| Syncerus | (buffle d'Afrique) |
|          | (buffle d'Afrique) |
| Bubalus  | (buffle d'Asie)    |
|          | (buffle d'Asie)    |

|  | (bœuf domestique et bison d'Europe)                                                              |
|  |                                                                                                  |
|  | \| \| (yak et bison d'Amérique) \| \| \| \| \| \| (banteng, (kouprey et gaur/gayal)) \| \| \| \| |
|  |                                                                                                  |
|  | (yak et bison d'Amérique)                                                                        |
|  |                                                                                                  |
|  | (banteng, (kouprey et gaur/gayal))                                                               |
|  |                                                                                                  |

|  | (yak et bison d'Amérique)          |
|  |                                    |
|  | (banteng, (kouprey et gaur/gayal)) |
|  |                                    |

|  | (bœuf domestique et bison d'Europe)                                                              |
|  |                                                                                                  |
|  | \| \| (yak et bison d'Amérique) \| \| \| \| \| \| (banteng, (kouprey et gaur/gayal)) \| \| \| \| |
|  |                                                                                                  |
|  | (yak et bison d'Amérique)                                                                        |
|  |                                                                                                  |
|  | (banteng, (kouprey et gaur/gayal))                                                               |
|  |                                                                                                  |

|  | (yak et bison d'Amérique)          |
|  |                                    |
|  | (banteng, (kouprey et gaur/gayal)) |
|  |                                    |

Noter que la pertinence du genre Bison est remise en cause.

## Extinction
Cette espèce a aussi côtoyé les hommes et a été chassée par l'Homme de la culture Folsom autour de 11 000 ans avant le présent, comme en témoignent plusieurs sites dont Wasden Site (Owl cave), dans l’Idaho, ou Twelve Mile Creek, dans le Wyoming, ainsi que des pointes de flèches trouvées avec des fossiles de Bison Antiquus.